# Ischia (Kampanien)
Ischia ist eine Gemeinde auf der Insel Ischia im Golf von Neapel mit 19.600 Einwohnern (Stand 31. Dezember 2023). Sie gehört zur Metropolitanstadt Neapel in der italienischen Region Kampanien.
Die Nachbarorte von Ischia sind Barano d’Ischia und Casamicciola Terme.

## Bevölkerungsentwicklung
Zwischen 1991 und 2001 stieg die Einwohnerzahl von 16.013 auf 18.253. Dies entspricht einem prozentualen Zuwachs von 14,0 %.

## Söhne und Töchter der Gemeinde
- Eduardo Ciannelli (1889–1969), Bühnen- und Filmschauspieler
- Giovanni Martusciello (* 1971), Fußballspieler und -trainer

## Partnerstädte
- San Pedro, Los Angeles, Kalifornien, USA, seit 2006
- Marino, Italien